# Joe Schlesinger
Pour les articles homonymes, voir Schlesinger.
 (septembre 2016).
Si vous disposez d'ouvrages ou d'articles de référence ou si vous connaissez des sites web de qualité traitant du thème abordé ici, merci de compléter l'article en donnant les références utiles à sa vérifiabilité et en les liant à la section « Notes et références ».
Joe Schlesinger (né le 11 mai 1928 à Vienne en Autriche et mort le 11 février 2019[réf. nécessaire]) est un journaliste, un animateur de télévision et un écrivain canadien.

## Biographie
Né à Vienne en Autriche, sa famille a déménagé à Bratislava en Tchécoslovaquie. 
Ayant échappé à l'antisémitisme du régime nazi, Joe Schlesinger est envoyé avec son frère à une école pour réfugiés tchécoslovaques dans le pays de Galles en 1939. Après la guerre, il revient à Bratislava et apprend que ses parents sont morts dans l'Holocauste.
En 1948, il travaille comme traducteur pour l'Associated Press et il quitte Tchécoslovaquie pour l'Autriche pour fuir la dictature communiste. En 1950, il émigra à Vancouver en Colombie-Britannique. Il étudie à l'Université de la Colombie-Britannique et obtient un doctorat en lettres.
Journaliste à Londres, Toronto et Paris, il se joint à Radio-Canada en 1966. Il collabore à temps partiel depuis 1994, mais il continue à produire des essais et des dossiers pour la SRC. Il était un animateur sur CBC Newsworld et un producteur de documentaire pour CBC Prime Time News.
En 1990, il a publié son autobiographie, intitulée  Time Zones: a Journalist in the World. Membre de l'Ordre du Canada depuis 1994, il a reçu dix-huit nominations aux prix Gemini et il a gagné trois prix, pour meilleur reportage en 1987 et 2002 et pour meilleur élément dans un magazine d'information. Il a aussi gagné le prix Gordon-Sinclair en 1987 et le  prix John-Drainie en 1997.